# Mater Dolorosakerk (Driesch)
De Mater Dolorosakerk is een bedevaartkerk in Driesch, een woonwijk van de Duitse plaats Lutzerath (Rijnland-Palts). De kerk werd in de 15e eeuw opgericht en is tegenwoordig een beschermd monument.

## Geschiedenis
Reeds rond 1400 bestond er een kleine kapel in Driesch waar een Madonna werd vereerd. In de tweede helft van de 15e eeuw werd met behulp van schenkingen een bedevaartkerk gebouwd, die aan Onze-Lieve-Vrouw van Smarten werd gewijd. In het jaar 1478 verleende paus Sixtus IV een aflaat voor gelovigen die naar Driesch te bedevaart gingen. Het genadebeeld van de Moeder Gods vond een nieuwe plek in een nis op de zuidelijke muur van het koor. Toren en kerkschip werden in 1687 bij een brand door blikseminslag verwoest en in 1691 hersteld. De kerk werd in de jaren 1971-1972 grondig gerestaureerd.

## Architectuur
De tweeschepige hallenkerk werd als laatgotisch gebouw in de periode van 1478 tot 1496 opgericht. Een sluitsteen in het koor draagt het jaartal 1478. Er zijn in totaal veertien bijzondere sluitstenen met de wapens van de stichters van de kerk. Het westelijk portaal dateert uit 1868.

## Inrichting
Tot de bezienswaardigheden behoren:
- Het barokke hoogaltaar uit 1672 is gemaakt door de boerenzoon Bartolomäus Hammes uit Alflen, die er 30 jaar aan heeft gewerkt. In een aantal houtreliëfs wordt de lijdensgeschiedenis van Christus voorgesteld. Het altaar bevond zich voor de restauratie in 1941 in tragische toestand en was aangetast door houtworm en overgeschilderd in een grijze kleur. In 1941/1942 werd het geheel uit hout gesneden altaar gerestaureerd in de werkplaats van Karl Port te Münstermaifeld.
- Een 15e-eeuwse piëta waarvan de herkomst onbekend is.
- De orgelgalerij dateert van 1750, het orgel van 1757.

## Kruisweg
De kruisweg rond de bedevaartkerk is in 1755 gemaakt van rode zandsteen. In 1987 werd de kruisweg gerestaureerd.

## Afbeeldingen

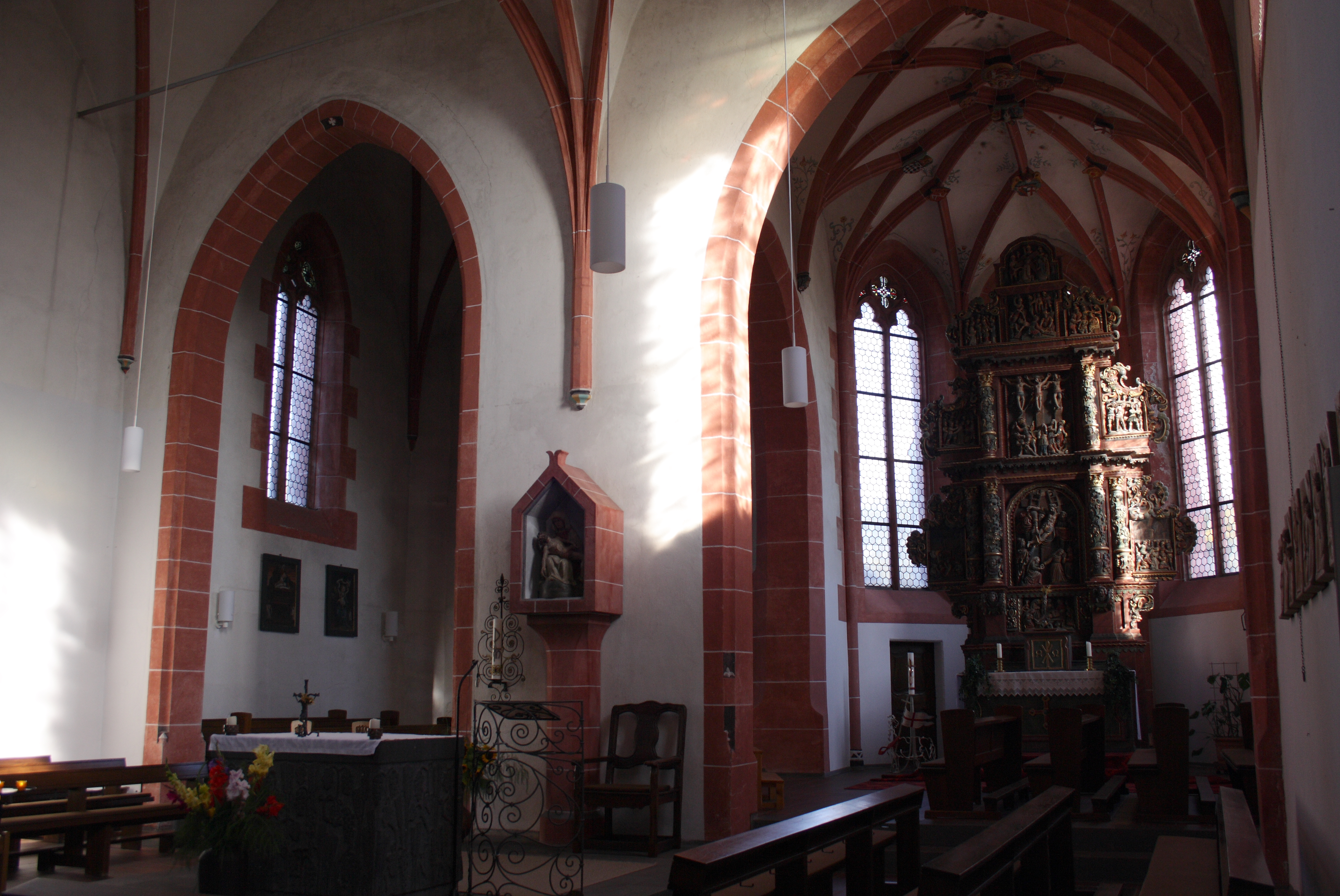
Overzicht interieur
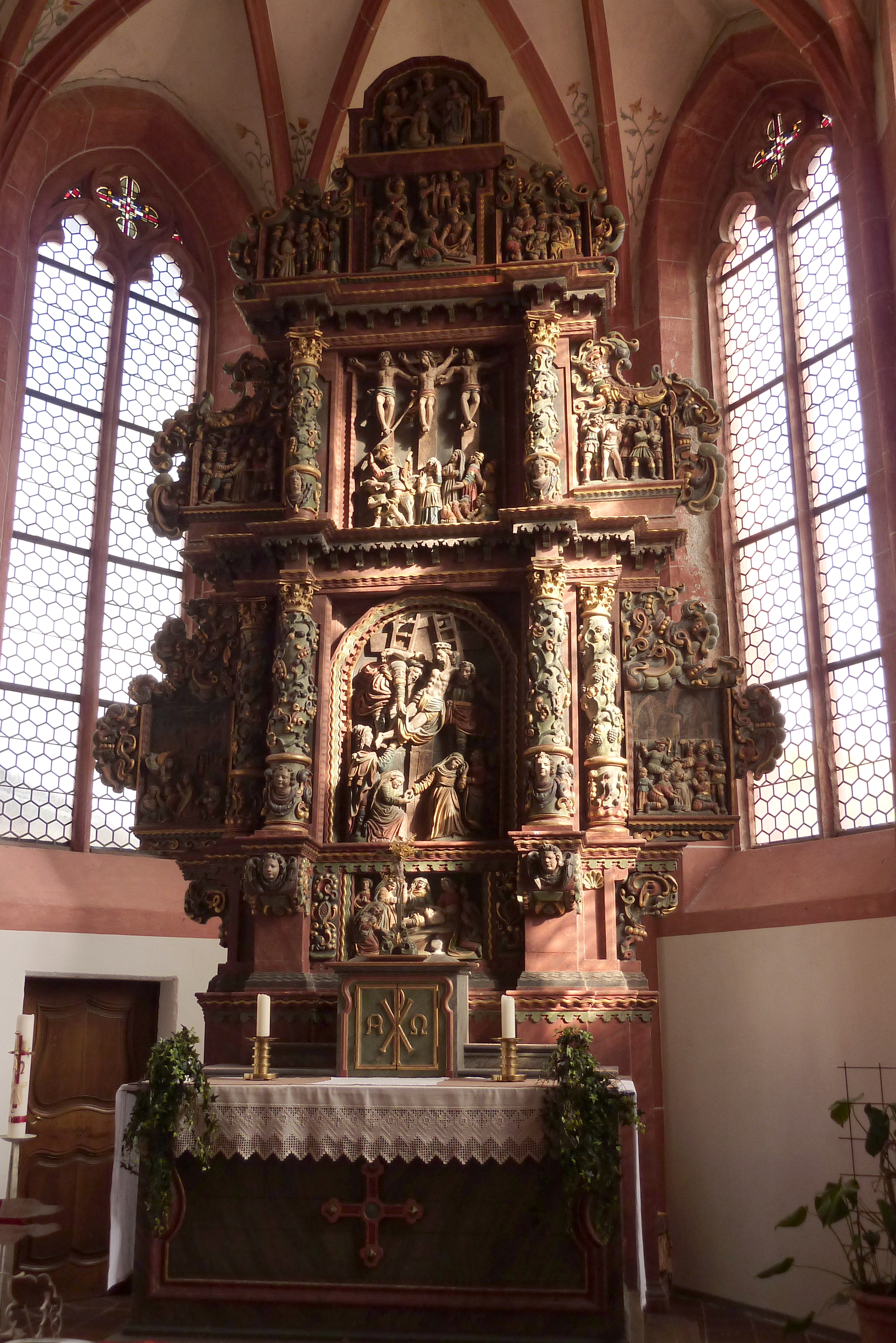
Het zogenaamde "Bitterlijden-altaar"
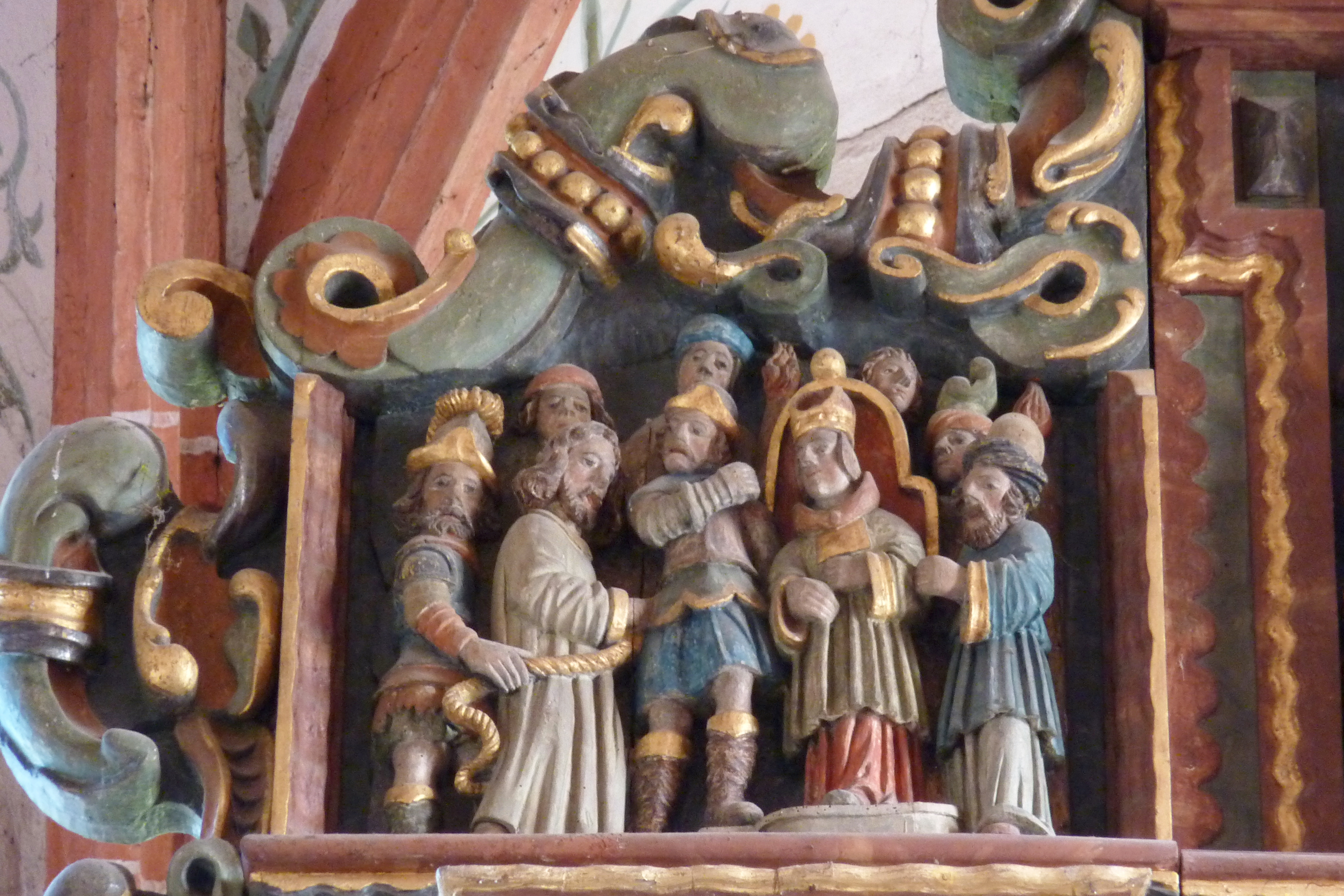
Hoogaltaar scène Jezus wordt voor het gerecht geleid
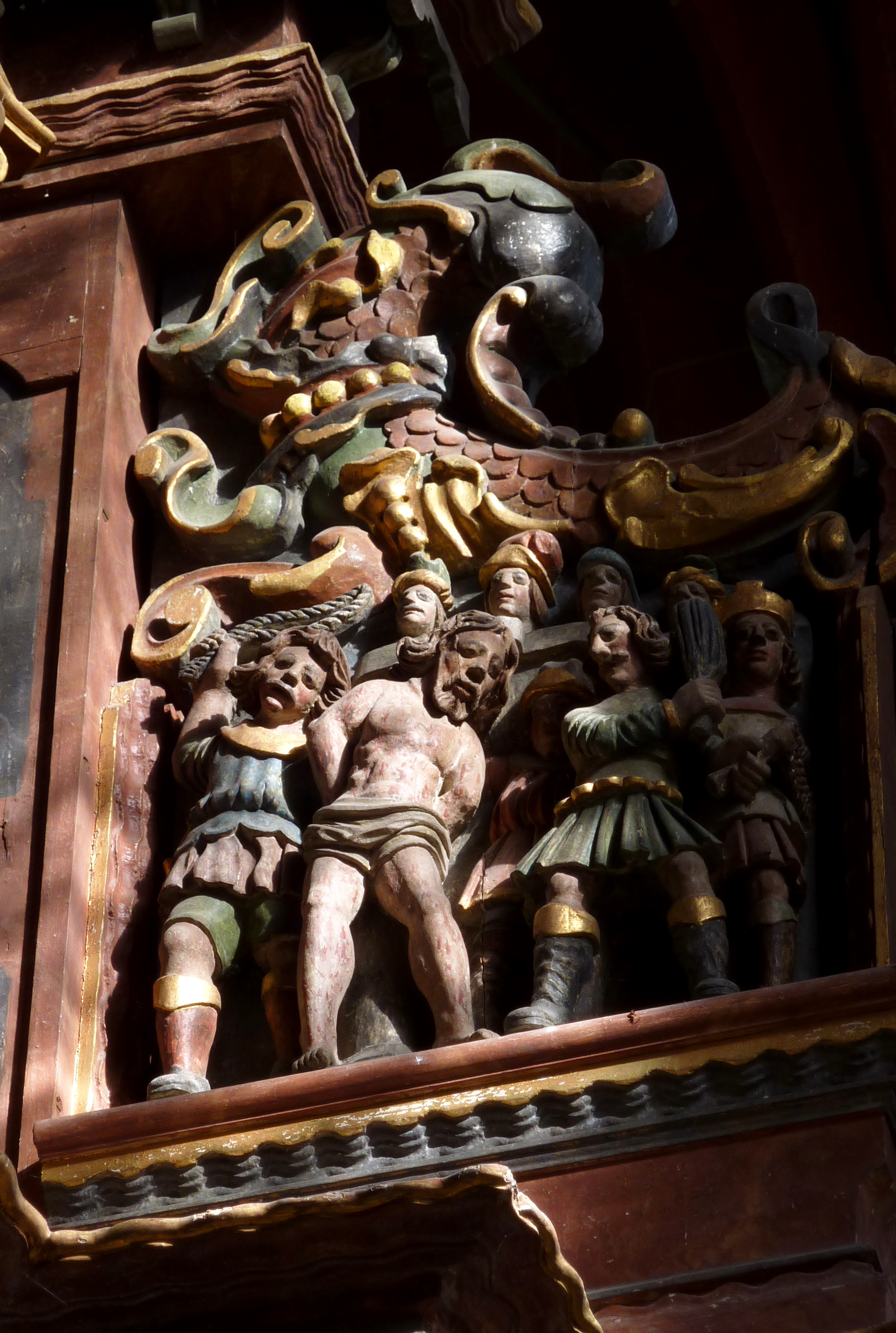
Hoogaltaar scène De geseling van Christus
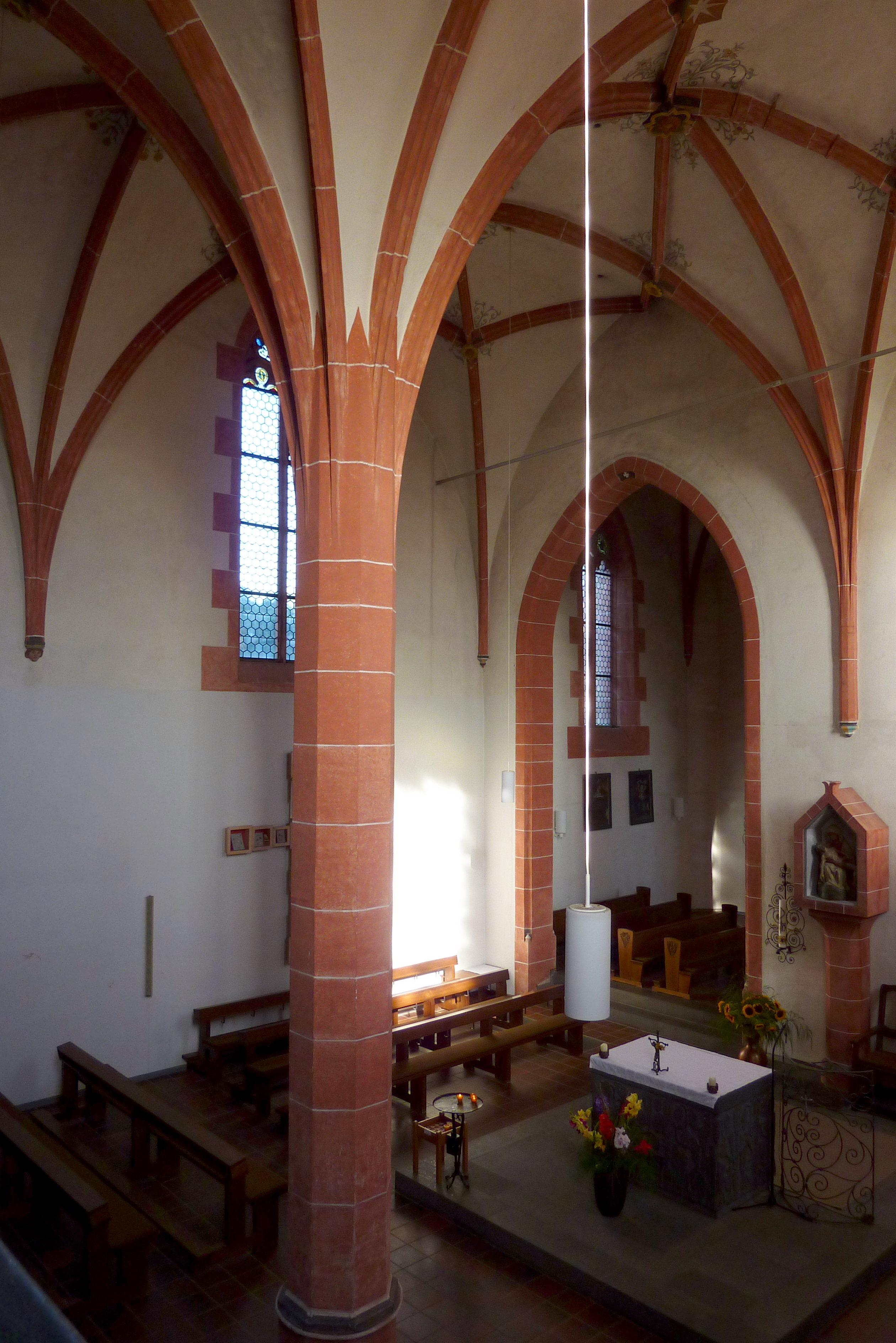
Interieur
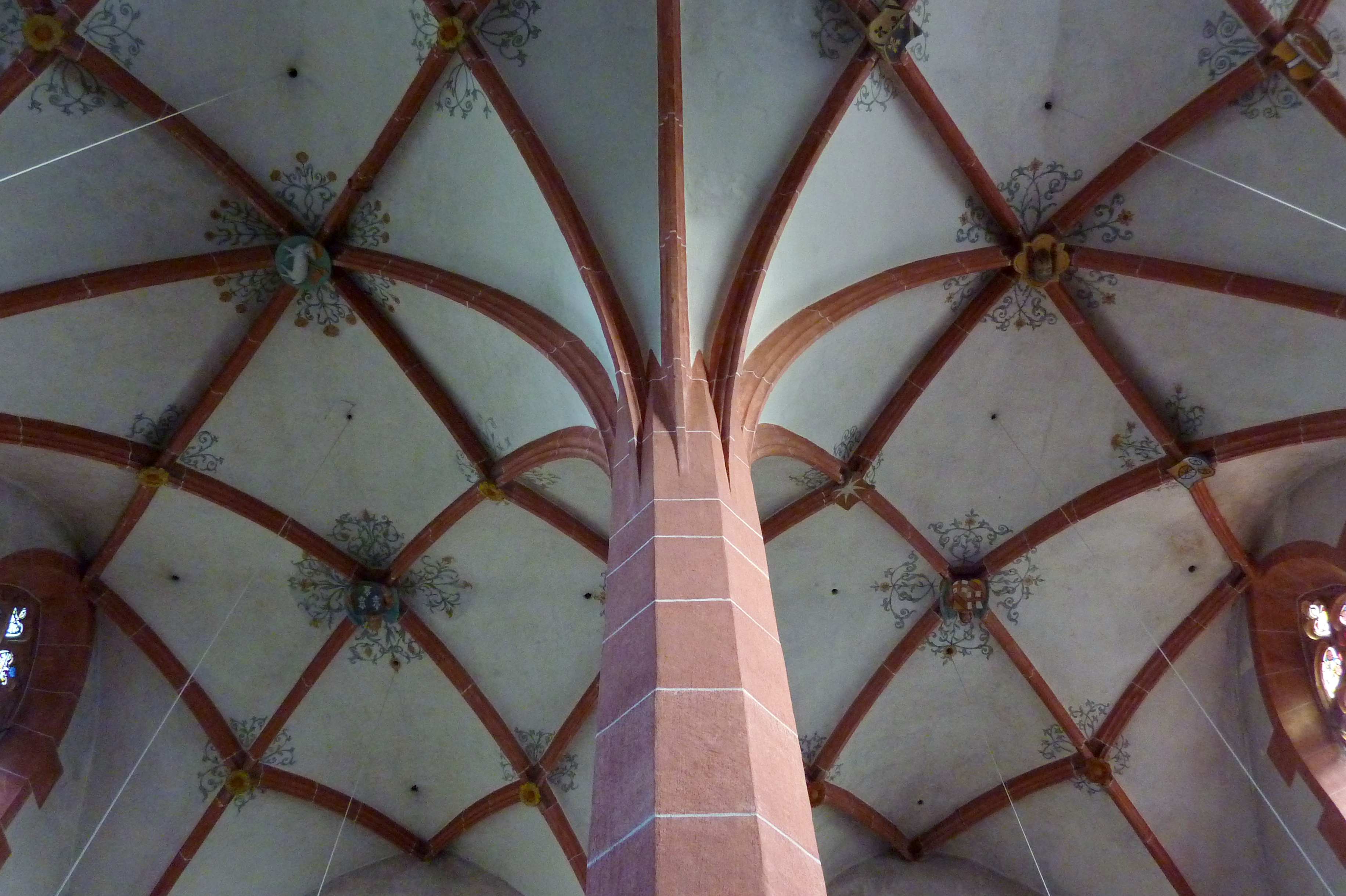
Stergewelf
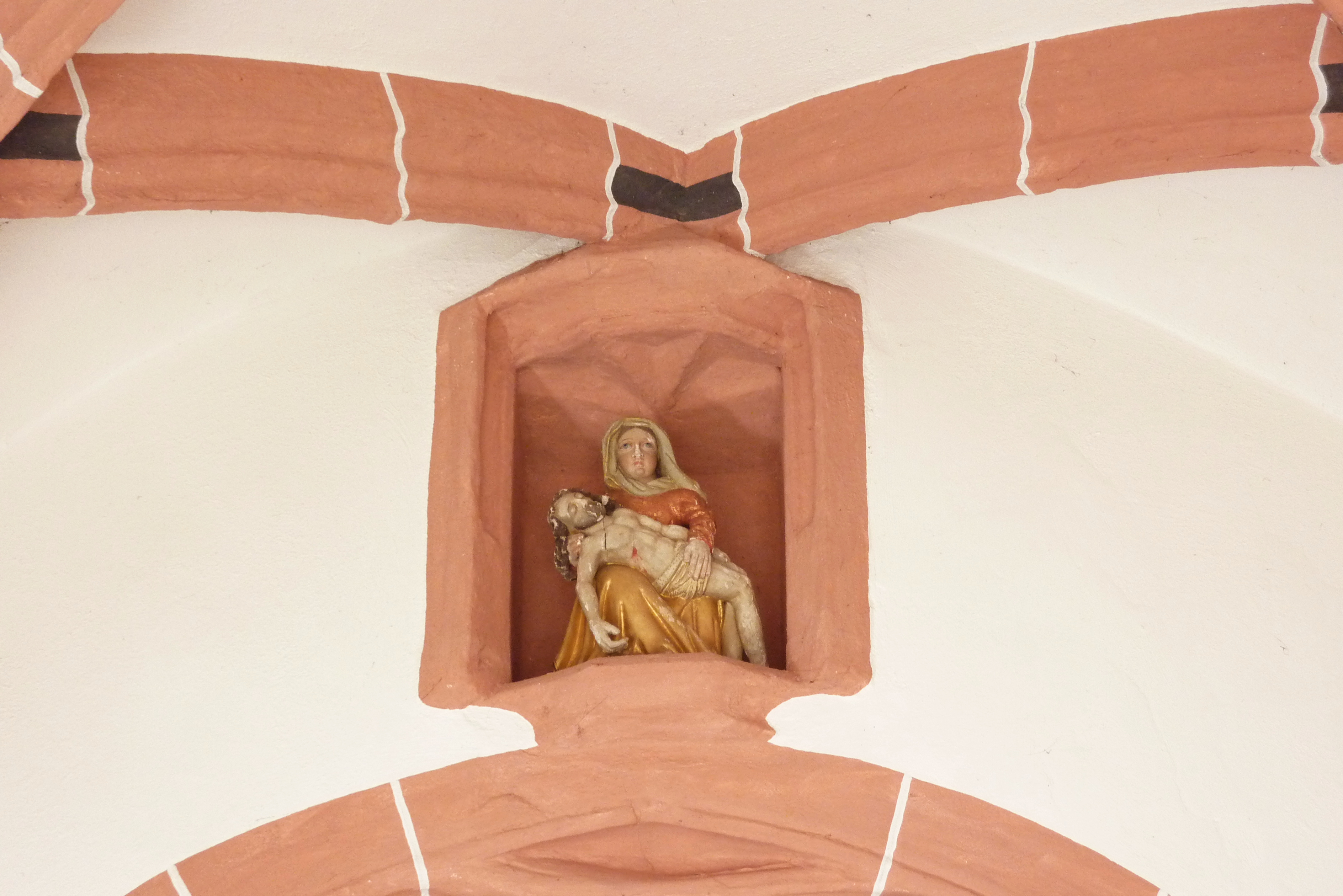
Piëta

## Sluitstenen

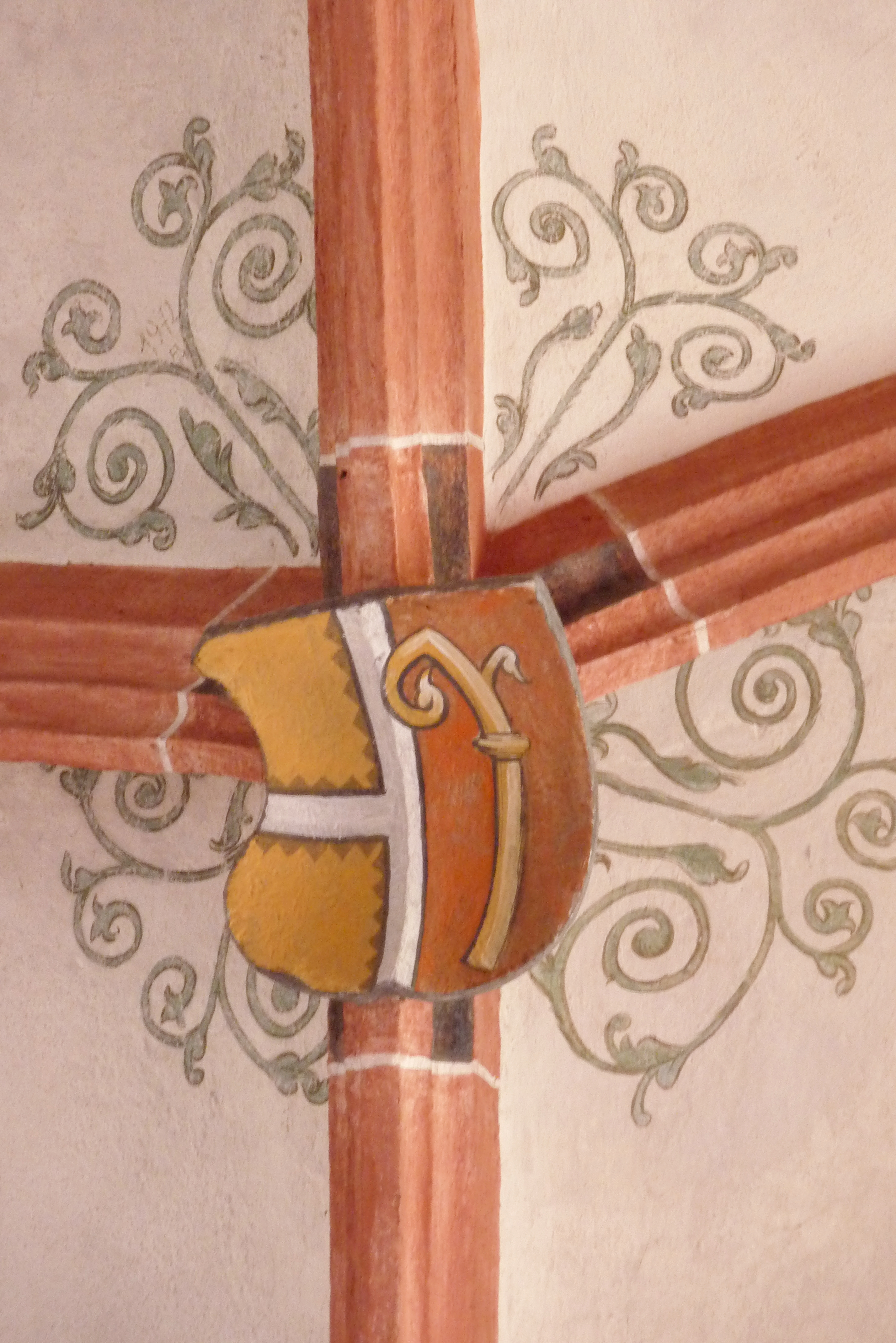
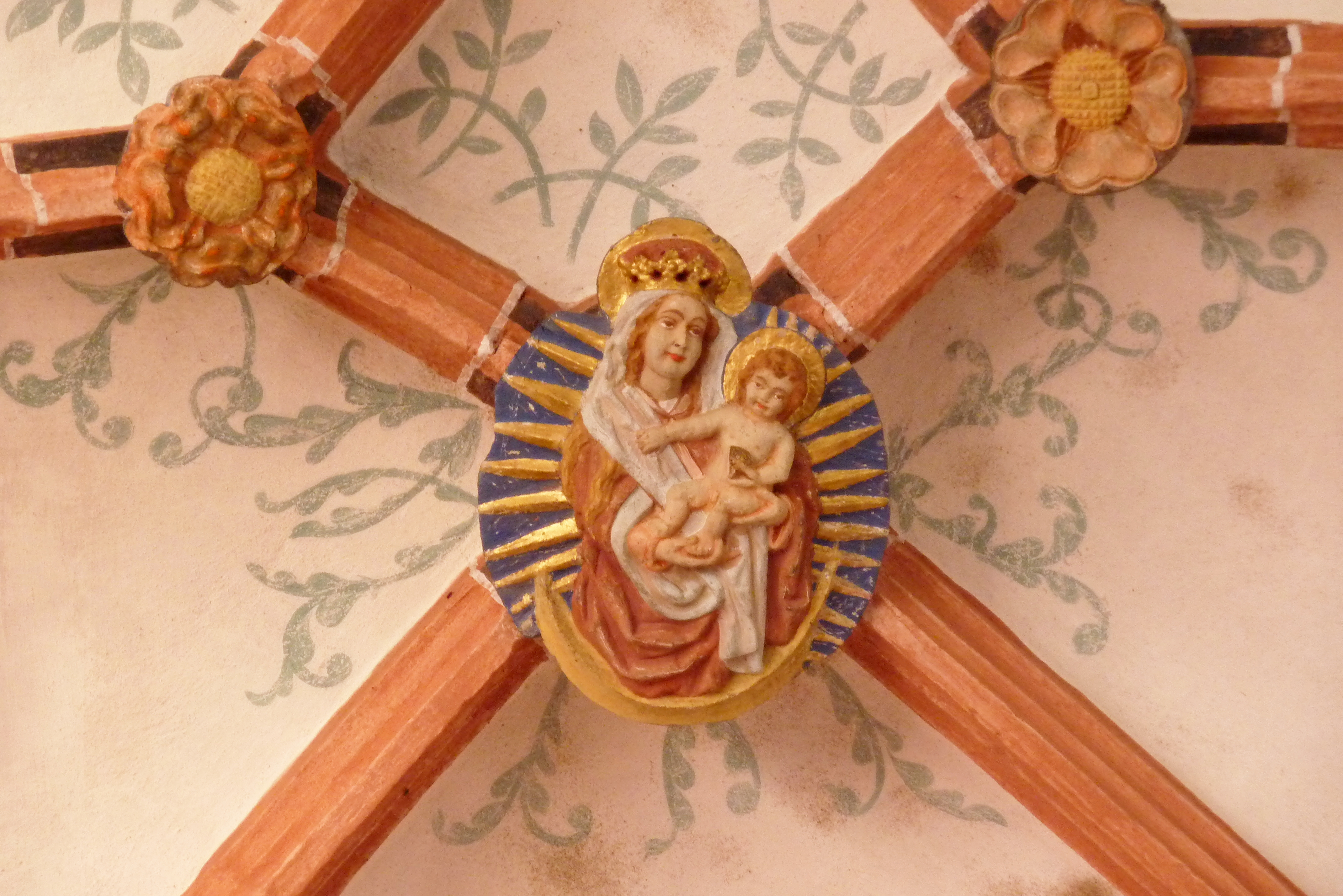
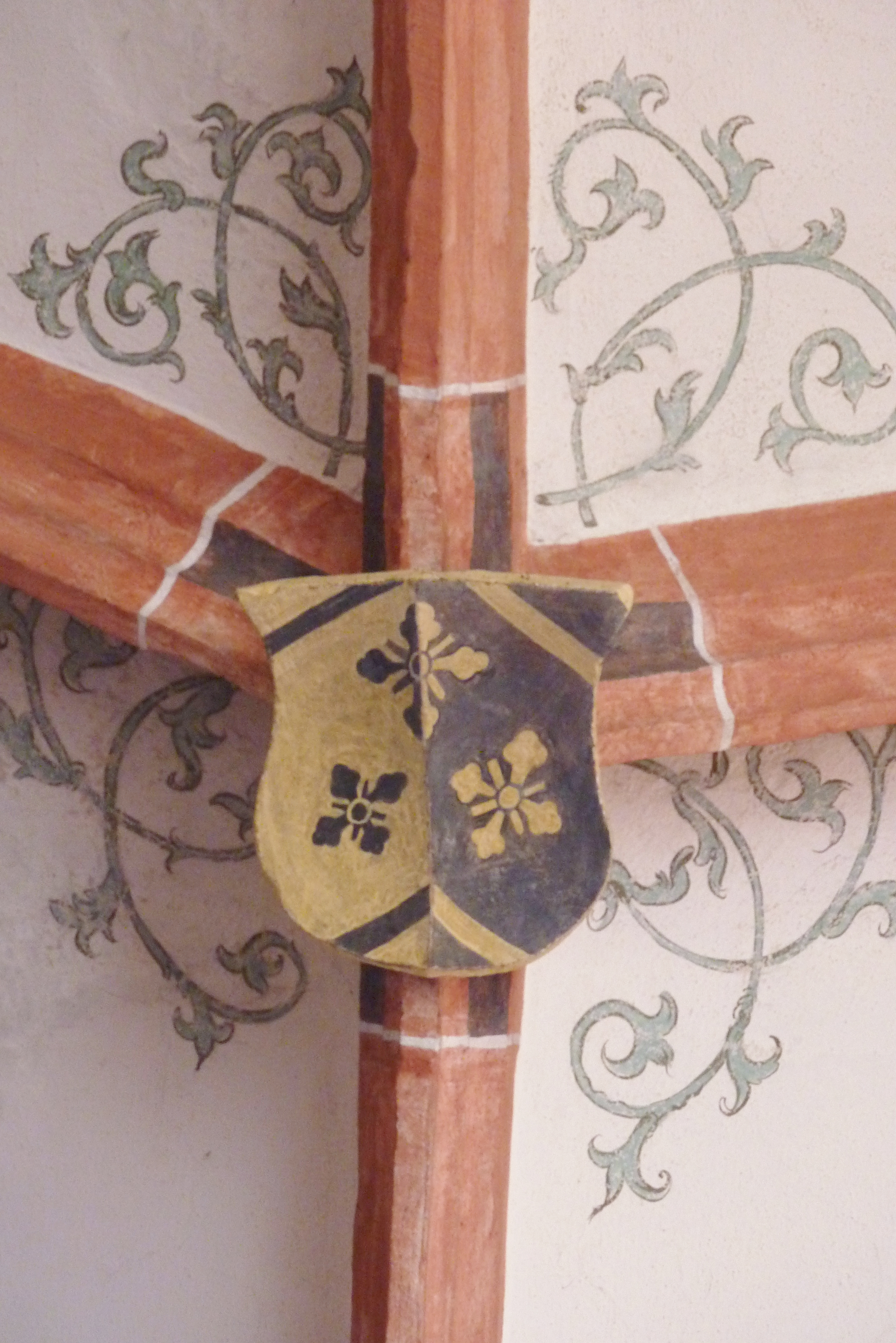
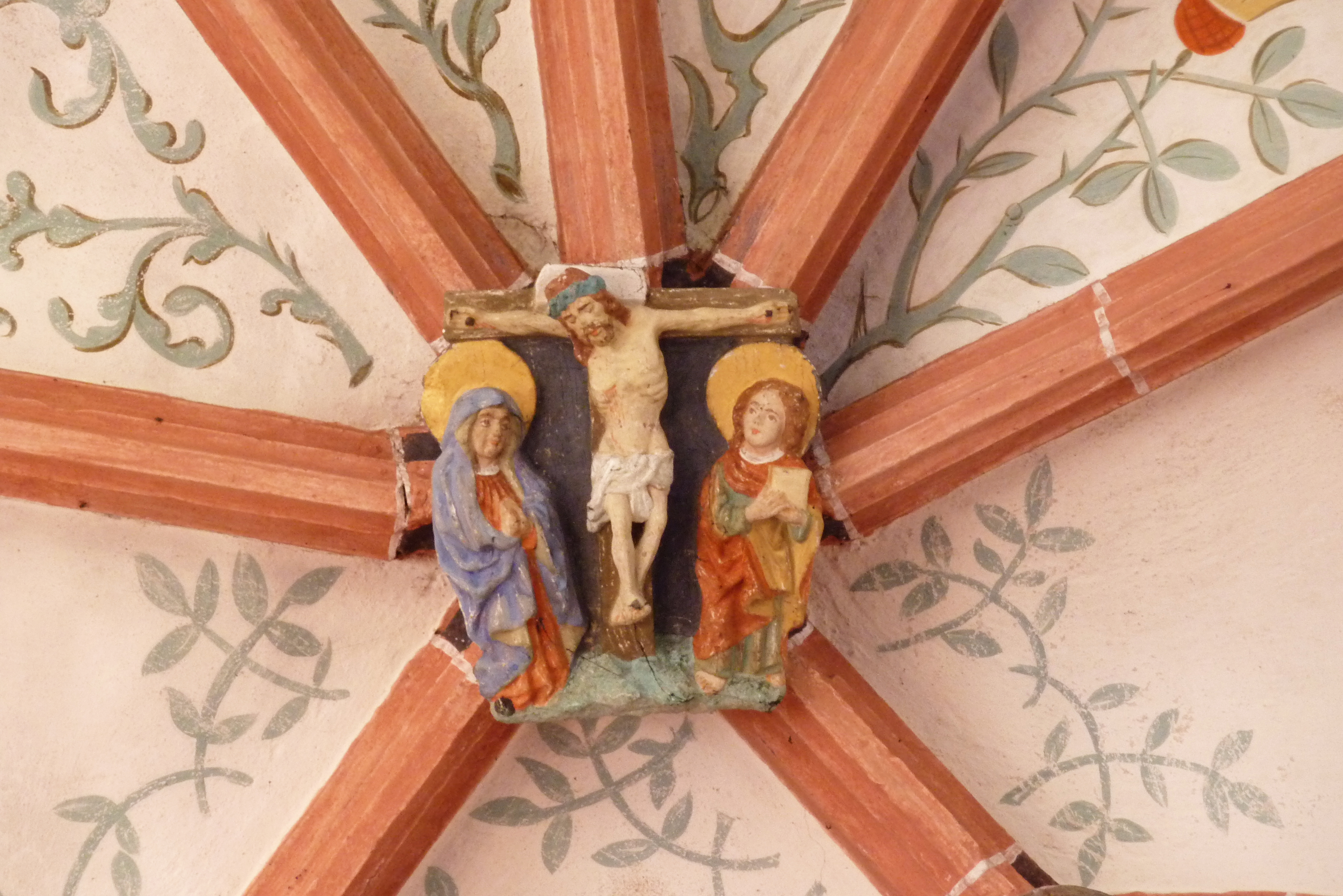
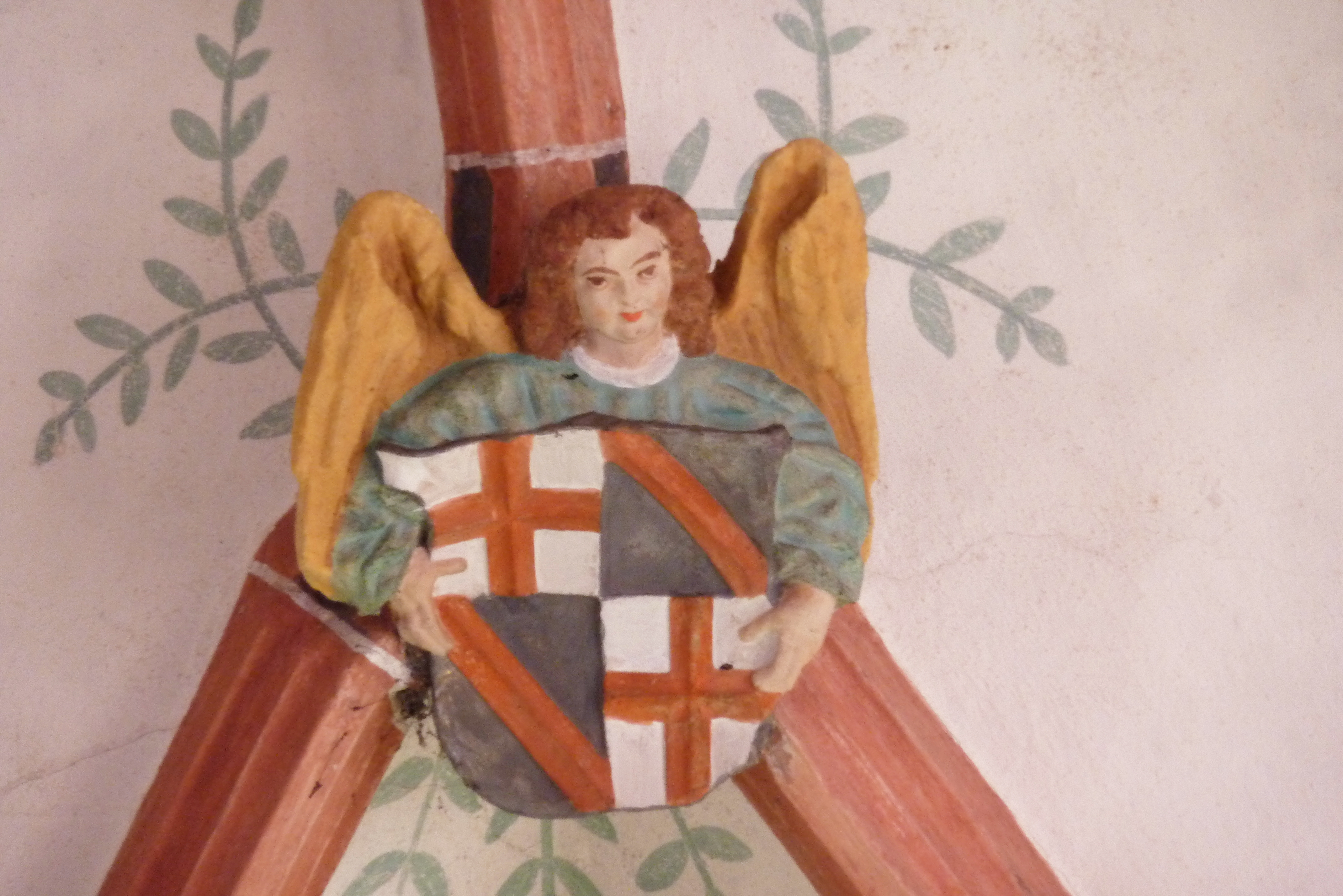
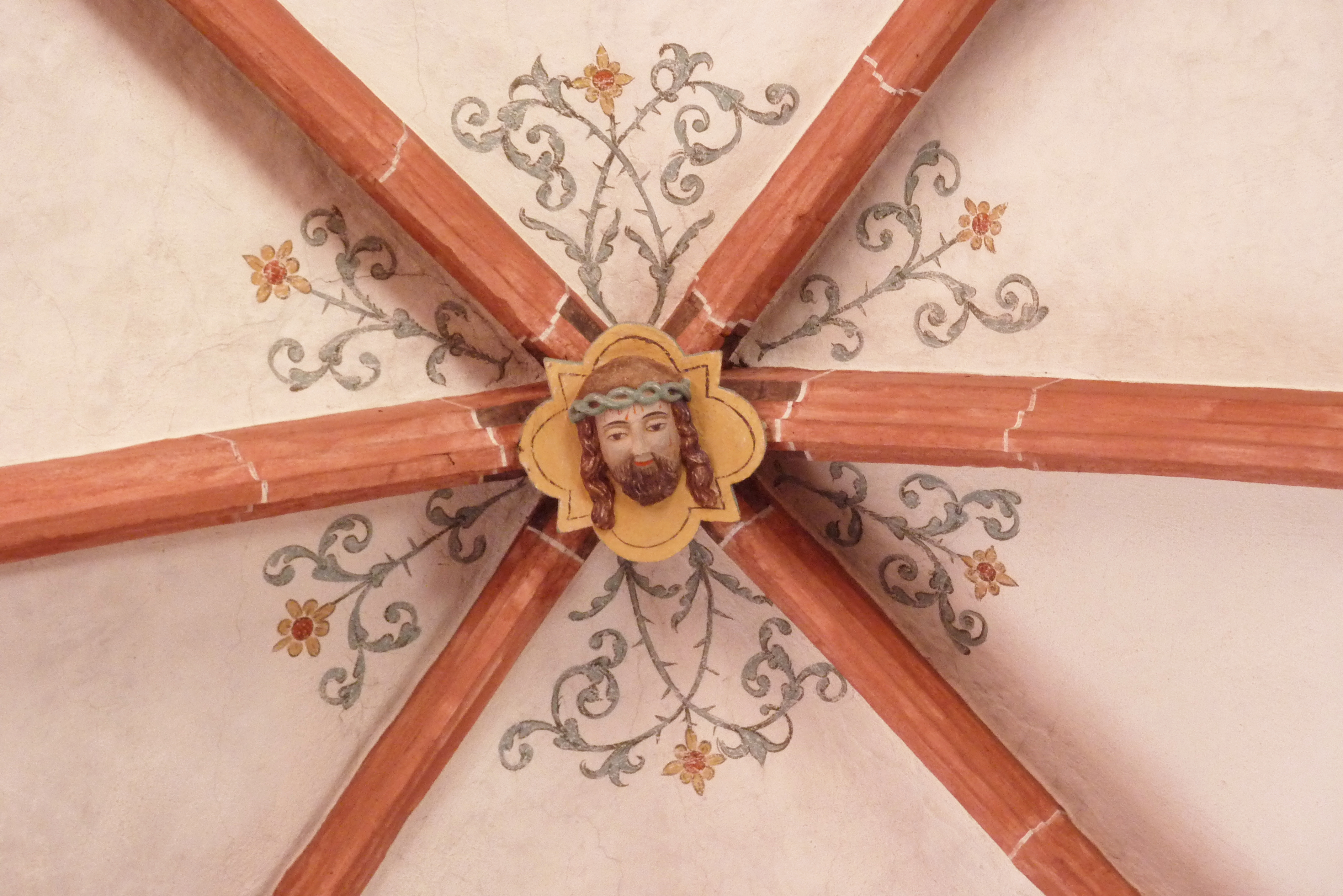
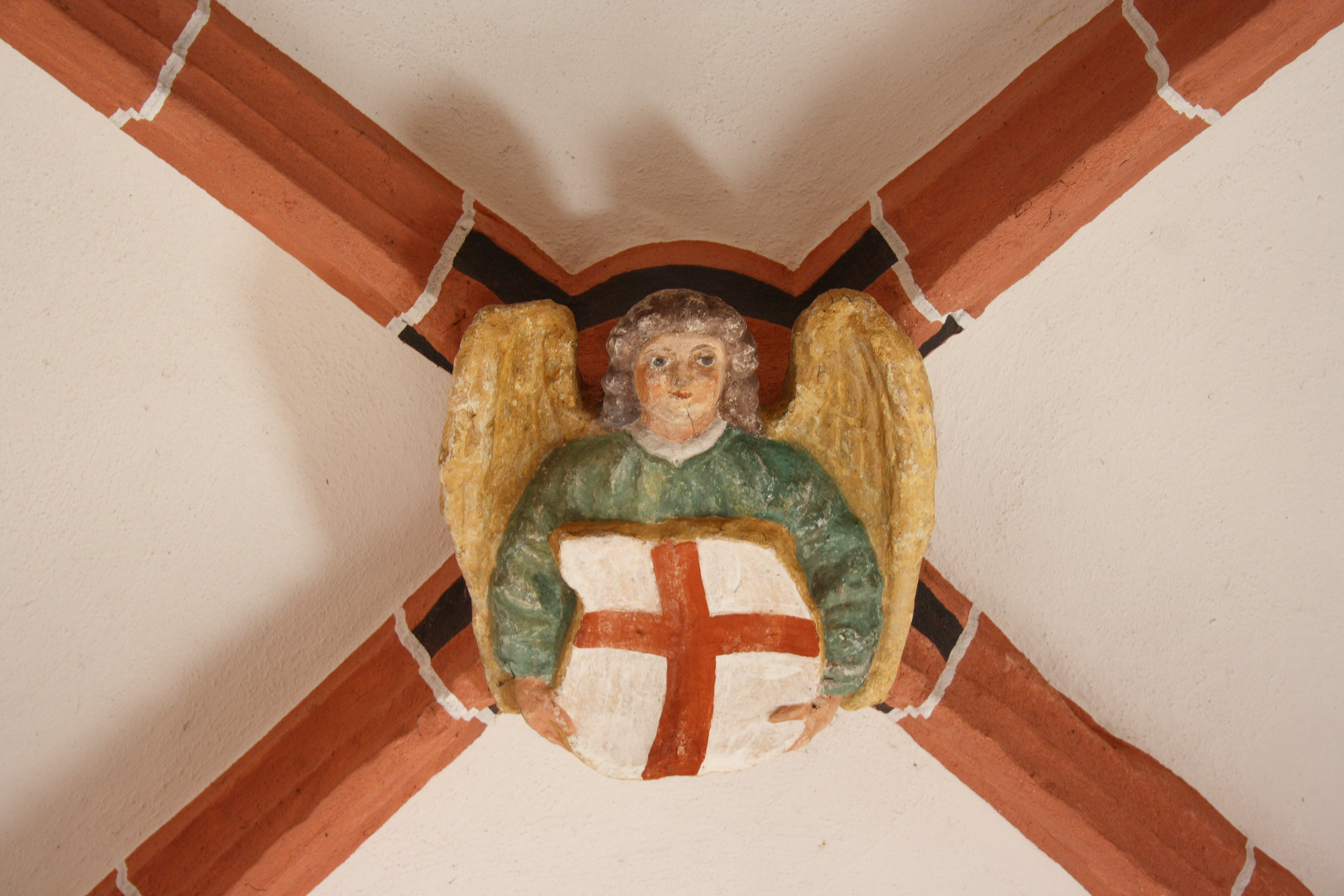
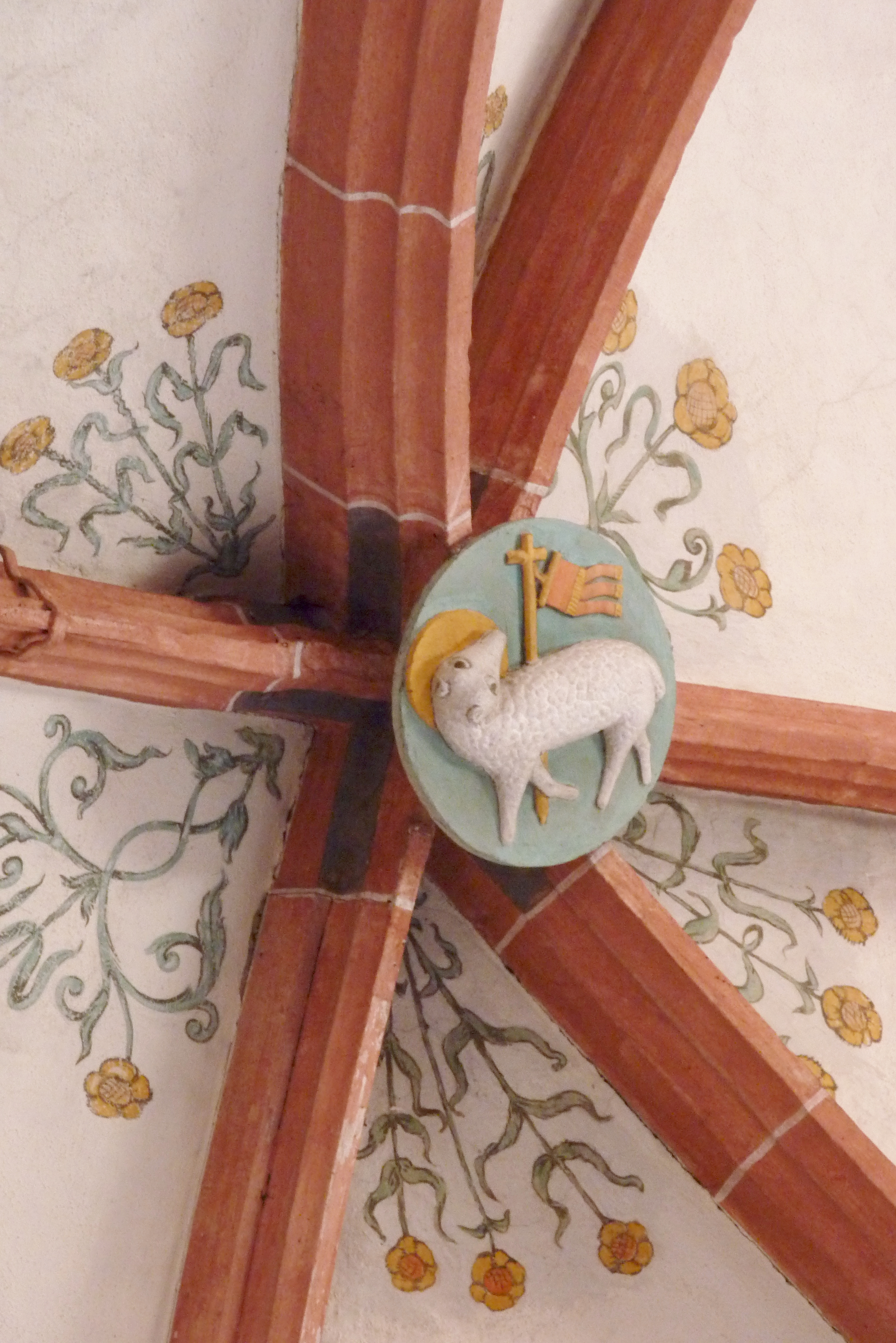
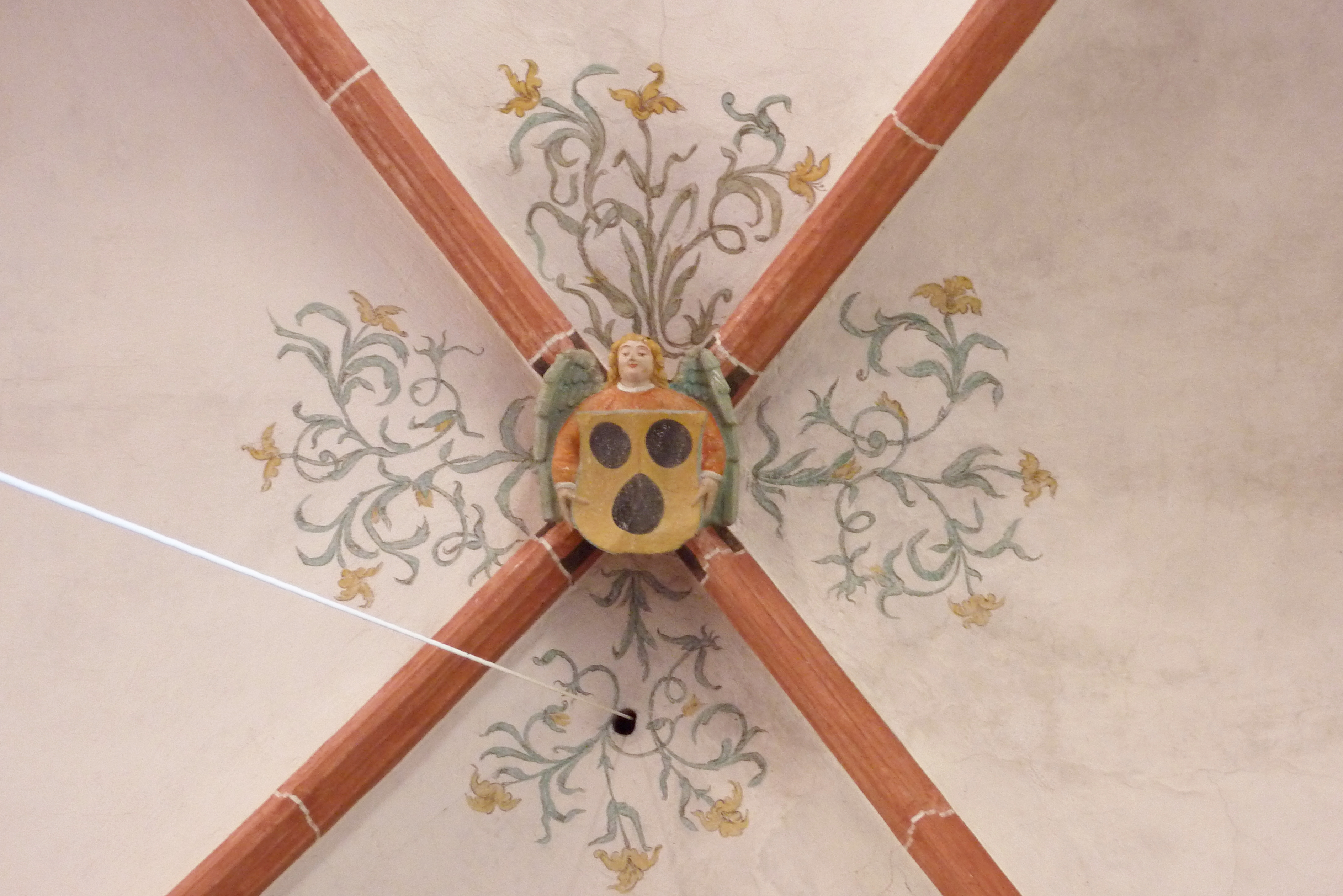
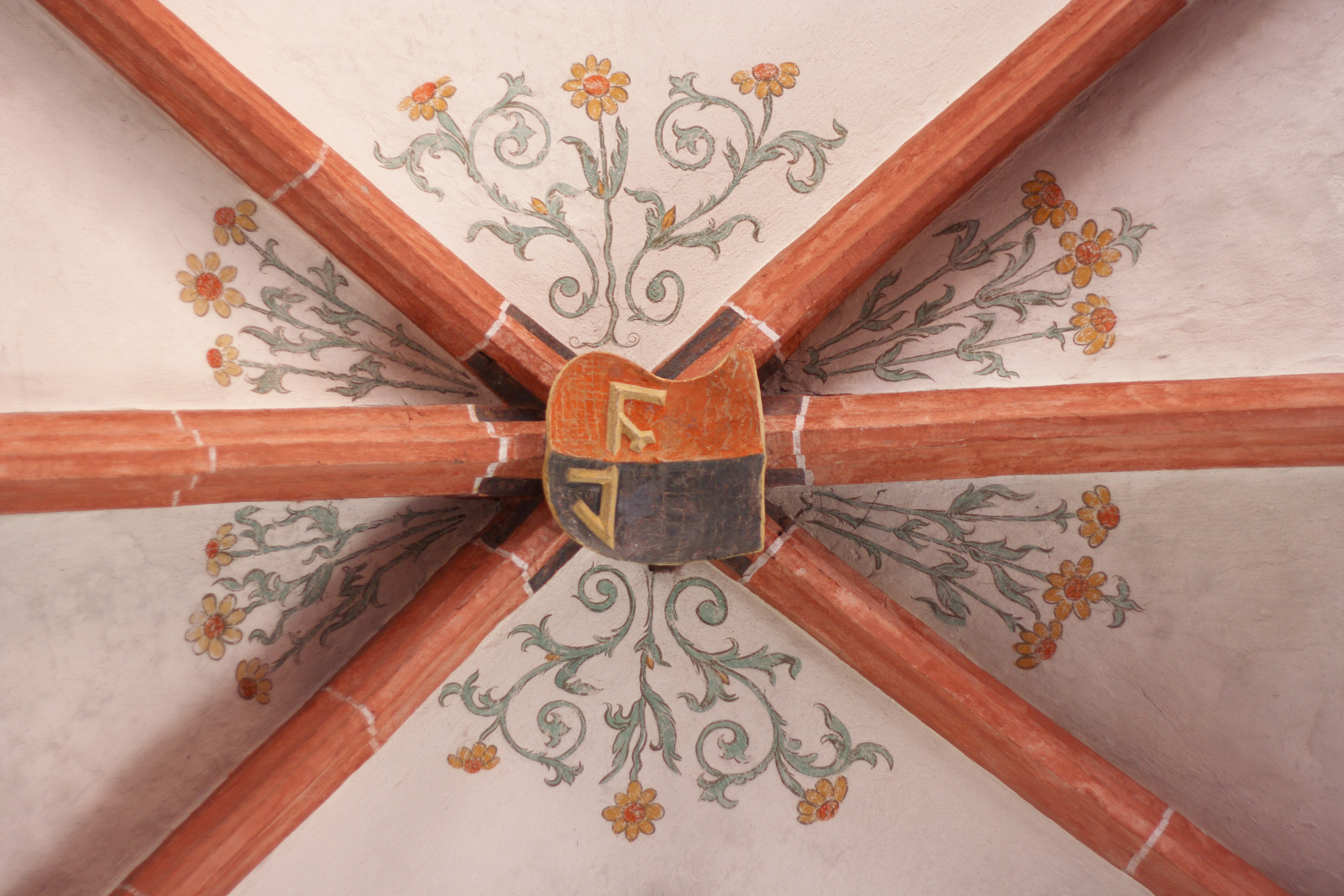
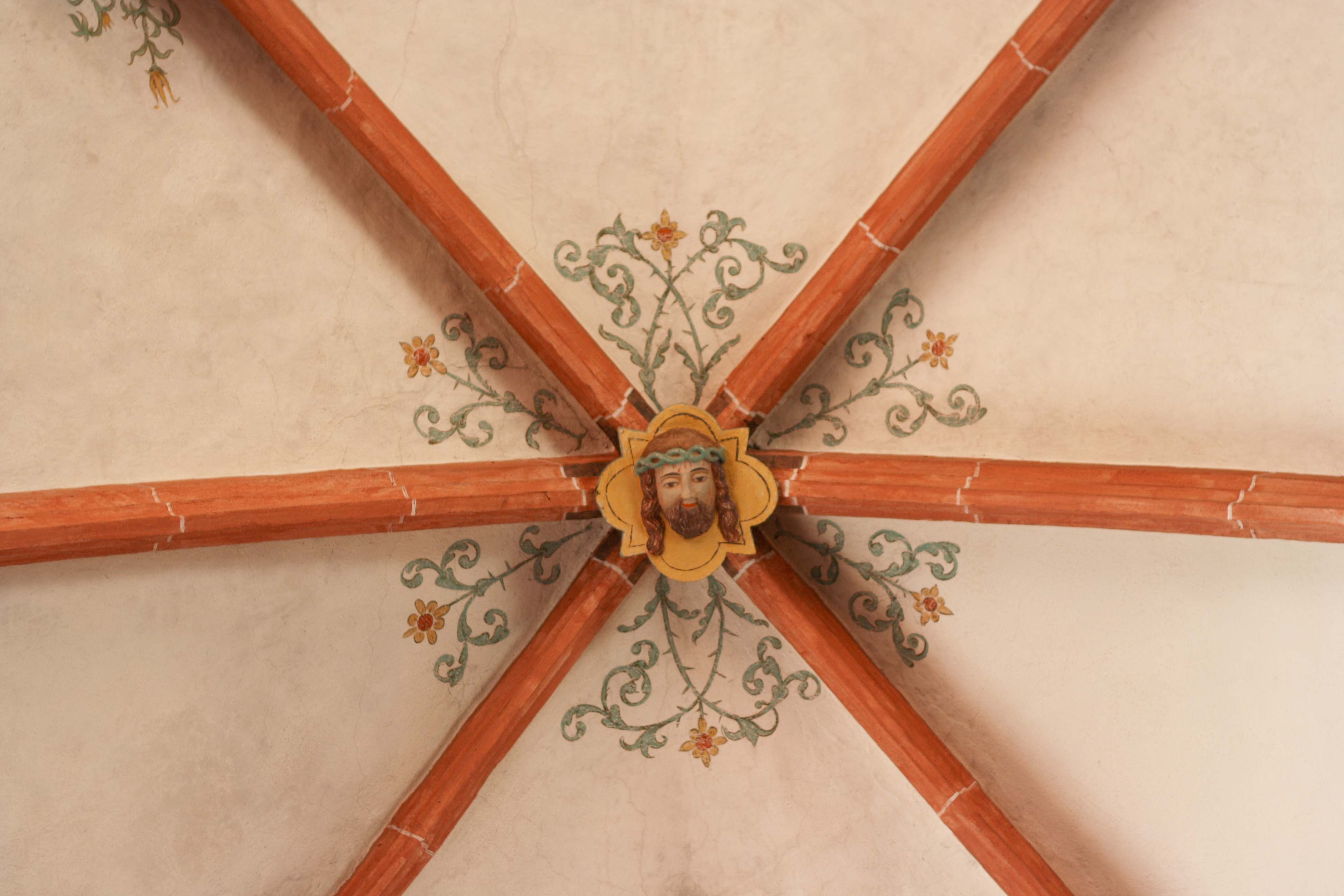